# Barbara Stöckl
Barbara Stöckl (* 2. dubna 1963 Vídeň) je rakouská televizní a rozhlasová moderátorka.

## Životopis
Poté, co navštěvovala sportovní školu začala v roce 1981 studovat matematiku na Technische Universität Wien. Během studia pracovala jako asistentka režie pro program Okay, který moderovala od roku 1985. V německé ZDF moderovala od roku 1988 do roku 1993 mládežnický magazín Doppelpunkt. Komentovala pro ORF Euro Vision Song Contest 1990 v Záhřebu.
Spolu s režisérem Peterem Nagym provozuje produkční společnost KIWI TV.
Roku 2015 obdržela Záslužnou dekoraci ve zlatě.

## Moderované pořady
- „Okay“ (ORF)
- „X-Large“ (ORF)
- „Herz ist Trumpf“ (ORF)
- „Live am Samstag“ (ORF)
- „Doppelpunkt“, „Live aus der Frankfurter Oper“ (ZDF) 1988–1993
- „Help tv“ 1995 - 2007
- „Lebensretter“ (ORF)
- „Glückskind“ (ORF)
- „Kabarett direkt“, Ö1
- „Nachbar in Not: Kosovo - Österreicher helfen“, 1999
- „Top Spot“-Gala
- WWF-Gala „Lass sie leben“, 2000
- „Die Millionenshow“ (ORF), 2000 - 2002
- „Bei Stöckl“, Porträt-Talk (ORF), 2003 - 2005
- „Licht ins Dunkel“-Gala
- „Stöckl am Samstag“ (ORF 2), od 2008
- „Science Talk“ (ORF III), od 2012
- „Gipfel-Sieg“ (ORF III), od 2012
- „STÖCKL.“ (ORF 2), od 2013

## Dílo (výběr)
- Zartbitter, Pichler Verlag, Wien 1994, ISBN 978-3224176942
- spoluautor Christoph Schönborn: Wer braucht Gott?: Barbara Stöckl im Gespräch mit Kardinal Christoph Schönborn, Ecowin Verlag, Salzburg 2007, ISBN 978-3-902404-33-6
- Wofür soll ich dankbar sein?, Ecowin Verlag 2012, ISBN 978-3711000354